# Quilpué
Quilpué – miasto w środkowym Chile, w zespole miejskim Valparaíso. Około 128,6 tys. mieszkańców.